# Olizy (Ardennes)
Olizy is een plaats in het noorden van Frankrijk. De plaats maakt tegenwoordig deel uit van de gemeente Olizy-Primat, maar was tot 1974 een eigen gemeente in Ardennes. Olizy fuseerde op 29 december 1974 met Primat in een commune associée tot de gemeente Olizy-Primat, nadat ze in 1871 uit elkaar waren gegaan.